# 마법의 도서관
마법의 도서관(일본어: 魔法の図書館 마호노토쇼칸[*])은 마법의 i 랜드에 있는 도서화된 휴대폰 소설을 읽을 수 있는 휴대 전화 단말기용 웹사이트이다.

## 개요
도서화된 휴대폰 소설에 대한 간행 정보, 속편, 소설의 프랜차이즈 정보, 감상 게시판 등이 있으며, 휴대폰 소설 쓰는 법, 저작권 등의 내용도 포함되어 있다.
- 마법의 i 랜드 TV - 작품의 영상화에 대한 정보를 제공하고있다.
- 마법의 i 랜드 문고 - 간행물 정보를 제공하고있다.